# Монастери (Хашурский муниципалитет)
Монастери (груз. მონასტერი) — село в Грузии. Находится в Хашурском муниципалитете края Шида-Картли. Высота над уровнем моря составляет 880 метров. Население — 195 человек (2014).